# آنتیری سنتر
آنتیری سنتر یک ساختمان بلند شصت طبقه در مرکز شهر شیکاگو، ایلینوی، ایالات متحده است. این ساختمان در خیابان ایری شرقی واقع شده‌است و نام خود را از ترکیبی از دو خیابان ورودی آن یعنی «آنتریو» و «ایری»، گرفته‌است.
این ساختمان توسط اسکیدمور، اوینگز و مریل (به انگلیسی: Skidmore, Owings & Merrill) طراحی شده و اجرای آن در سال ۱۹۸۶ به پایان رسید. این ساختمان دارای دو برج است: یک برج اصلی ۶۰ طبقه و یک برج کمکی ۱۱ طبقه. برج اصلی با ارتفاع ۵۷۰ فوت (۱۷۴ متر)، در فهرست بلندترین ساختمان‌های شیکاگو قرارگرفته است.
این ساختمان به عنوان «آخرین کار» مهندس سازه و طراح بنگلادشی-آمریکایی، فضل الرحمان خان، در نظر گرفته می‌شود. سازه مهاربندی مورب که پس از مرگ وی تکمیل شد، به فضل الرحمان خان اختصاص داده شده‌است و به عنوان یک نشانه معماری از او در مرکز جان هنکاک می‌باشد. سازه به شکل X در نمای خارجی، پانل‌های بتنی هستند که با هم عمل می‌کنند و یک سازه خرپایی لوله ای را تشکیل می‌دهند و هیچ تیر فولادی پشت آنها نیست. یک ساختمان با سازه مشابه، واقع در شماره ۷۸۰ خیابان سوم در شهر نیویورک است که در سال ۱۹۸۳ تکمیل شد. آنتیری سنتر اولین ساختمان بلندمرتبه بتنی در جهان است که از دیوارهای برشی قطری در محیط ساختمان استفاده می‌کند. این نوع طراحی از ستون‌های کمتری استفاده می‌کند و امکان طراحی متمایز را فراهم می‌کند. در سال ۱۹۸۶ این ساختمان برنده جایزه بهترین سازه از انجمن مهندسین سازه ایلینویز شد.
آنتیری سنتر علاوه بر ۵۹۴ آپارتمان، دارای بیش از ۱۴۰٬۰۰۰ فوت مربع (۱۳٬۰۰۰ متر مربع) فضای اداری، نزدیک به ۱۶۰۰۰ فوت مربع (۱۵۰۰ متر مربع) فضای خرده فروشی در طبقه همکف، یک باشگاه به مساحت ۱۱۷۵۰ فوت مربع (۱۱۰۰ متر مربع) همراه با امکانات و استخر سرپوشیده و ۳۶۳ واحد فضای پارکینگ درجه یک می‌باشد.